# Попов, Сергей Николаевич (военный)
Сергей Николаевич Попов (9 октября 1975 — 27 июля 2002) — майор пограничных войск Российской Федерации, начальник 9-й пограничной заставы Итум-Калинского пограничного отряда Северо-Кавказского регионального управления Федеральной пограничной службы. Участник Второй чеченской войны, кавалер ордена Мужества (посмертно).

## Ранние годы
Родился 9 октября 1975 года в селе Топчиха, центре Топчихинского района Алтайского края. Сразу после рождения с родителями переехал в село Арбузовка Павловского района Алтайского края. Окончил Арбузовскую среднюю школу в 1992 году. В августе того же года поступил в Голицынский военный институт ФПС России. После окончания института в 1996 году занял должность заместителя начальника пограничной заставы при Дербентском пограничном отряде по воспитательной работе. Позже в течение двух лет был начальником пограничной заставы Дербентского пограничного отряда Кавказского особого пограничного округа. С июня 2000 года — начальник 9-й пограничной заставы «Грозтхой» Итум-Калинского пограничного отряда Северо-Кавказского регионального управления ФПС России (аул Грозтхой). Участник Второй чеченской войны, а также боевых действий в Дагестане и Северной Осетии. В 2001 году по итогам служебно-боевой деятельности 9-я пограничная застава была признана лучшей в составе Итум-Калинского отряда.
Супруга — Олеся (свадьба состоялась в 2001 году). Детей не было.

## Подвиг
Ранним утром 27 июля 2002 года Попову поступил приказ о блокировке и последующем уничтожении крупной террористической группы чеченских сепаратистов численностью около 60 человек, которой командовал бригадный генерал Хусейн Исамбаев. Группа перешла российско-грузинскую границу через ущелье Кериго: ей предстояло нападением на подразделение погранкомендатуры отвлечь резервы пограничных войск, чтобы отряд Руслана Гелаева численностью от 250 до 300 человек смог пройти беспрепятственно участок погранзаставы «Грозтхой» и выйти через Панкисское ущелье к Грозному. Однако Исамбаев, не заметив никаких передвижений пограничных нарядов, решил, что маршрут открыт. Он вышел к правому берегу реки Кериго и вступил в бой с пограничными войсками: первоначально в поле зрения пограничников попали 15 боевиков. Об обнаружении людей Исамбаева доложил старший лейтенант, командир пограничного наряда «Засада» А. А. Шадрин.
В бой против банды Исамбаева вступили бойцы Итум-Калинского отряда: Попов руководил разведывательно-боевой группой из 10 человек, перекрыв рубеж отхода боевиков в сторону российско-грузинской границы. Туда же была направлена и разведывательно-поисковая группа подполковника Эдуарда Ладыгина. В 9:05 группа Попова вступила в бой, уничтожив несколько человек; в ходе отступления банды был убит ещё один боевик (труп найден в ходе прочёсывания лесного массива), а двое взяты в плен. В лесном массиве были обнаружены пять ПЗРК, три подствольных гранатомёта, одна винтовка СВД, три автомата Калашникова, 12-зарядный пистолет Макарова, до 1000 шт. боеприпасов, две мины, 100 запалов к минам, 3 кг тротила и два американских миноискателя. Были изъяты карта Генштаба Минобороны с изображением территории Чечни и части территории Грузии, а также оборудование для взрывных устройств
В 17:50 группа Попова снова вступила в бой против превосходящих сил боевиков, находясь на удалении до 150 м от членов банды Исамбаева, окружённых в 650 м к югу от слияния рек. Попов и Ладыгин поспешили на помощь к группе пограничников старшего лейтенанта Руслана Кокшина, попавших в засаду. В ходе боя во фланг подчинённым Ладыгина вышел боец с пулемётом: подполковник Ладыгин уничтожил его гранатой, но получил смертельное ранение в грудь. В 19:31 Попов был тяжело ранен выстрелом снайпера в голову и позже скончался от полученного ранения. Отряд Исамбаева был уничтожен; в ходе боёв погибли 8 российских военнослужащих из Итум-Калинского погранотряда.

## Память
Указом Президента Российской Федерации майор пограничной службы Сергей Николаевич Попов был посмертно награждён орденом Мужества; посмертно его также наградили медалью «За воинскую доблесть» II степени. В ходе боёв на погранзаставе «Грозтхой» более 40 её военнослужащих были удостоены государственных наград, чего прежде не случалось в истории пограничных войск в плане количества присвоения наград пограничникам одной конкретной заставы. Попова, Ладыгина и Кокшина представляли к званию Героя Российской Федерации, однако это звание получил только Кокшин. Попов был похоронен в совхозе Арбузовский Павловского района Алтайского края.
В 2002 году сослуживцы заявили, что хотели бы добиться присвоения имени Попова пограничной заставе в Итум-Калинском пограничном отряде. 31 марта 2005 года 1-й пограничной заставе «Грозтхой» Итум-Калинского пограничного отряда Северо-Кавказского пограничного управления ФСБ России было присвоено имя Сергея Попова, а на территории заставы в 2015 году был установлен памятный обелиск. Имя Попова выбито на мемориальной доске на Доме воинов-интернационалистов в Барнауле, а также увековечено в Книге памяти, изданной ФСБ в 2015 году. 27 февраля 2019 года имя Попова было присвоено Арбузовской средней школе Павловского района Алтайского края, решение подписал председатель собрания депутатов района В. В. Бовкуш. В церемонии открытия мемориальной доски на здании школы принимал участие Руслан Кокшин.